# Lưu Văn Miểu
Lưu Văn Miểu,PGS.TS (sinh 2 tháng 5 năm 1956 tại Bắc Giang) là một sĩ quan cấp cao của Quân đội nhân dân Việt Nam, hàm Trung tướng, nguyên Giám đốc Học viện Hậu cần.